# Alberto Del Mestre
Alberto Del Mestre est un dessinateur et un scénariste italien de bande dessinée.

## Biographie
Dessinateur réaliste, Alberto Del Mestre commence par travailler dans les années 1970 pour les magazines des éditions Universo, puis il consacre depuis le début des années 1980 l'essentiel de son œuvre à la bande dessinée érotique.
Sur des scénarios de Pigi puis de Borgogno, il illustre de 1983 à 1987 pour la maison d'édition Ediperiodici, la série La Schiava (L'Esclave) qui comprend 52 volumes, soit près de 8 000 planches, et qui conte les aventures à travers le monde de Zeudia, une ravissante mulâtresse, au temps de la guerre de Sécession. La série est publiée en France par Elvifrance dans sa Série Jaune.